# Vivir dos veces
Vivir dos veces is een Spaanse film uit 2019, geregisseerd door Maria Ripoll. De film werd op 7 januari 2020 vrijgegeven op Netflix.

## Verhaal
Nadat de gepensioneerde hoogleraar Emilio te horen krijgt dat hij Alzheimer heeft, besluit hij zijn jeugdliefde op te zoeken. Samen met zijn dochter Julia en kleindochter Blanca beginnen ze aan een bijzondere reis. 

## Rolverdeling
| Acteur            | Personage |
| ----------------- | --------- |
| Oscar Martínez    | Emilio    |
| Inma Cuesta       | Julia     |
| Mafalda Carbonell | Blanca    |
| Nacho López       | Felipe    |
| Isabel Requena    | Margarita |

## Ontvangst

### Recensies
Op Rotten Tomatoes geeft 50% van de 8 recensenten de film een positieve recensie, met een gemiddelde score van 5,4/10.